# Barbara Trapido
Barbara (Louise) Trapido (n. 1941 en Ciudad del Cabo como Barbara Schuddeboom) es una novelista británica nacida en Sudáfrica con ascendencia alemana, danesa y holandesa.

## Biografía
Nació en Ciudad del Cabo y creció en Durban. Estudió en la universidad de Natal obteniendo un BA en 1963 antes de emigrar a Londres. Después de muchos años enseñando, se convirtió en escritora a tiempo completo en 1970.
Trapido ha publicado seis novelas, tres de las cuales fueron candidatas al Premio Whitbread. Su semiautobiográfica Frankie & Stankie, una de las candidatas, que trata sobre crecer como blanca bajo el apartheid, obtuvo gran cantidad de atención de la crítica, en su mayor parte favorable. También estuvo seleccionada para el premio Booker.
En un evento literario en Abingdon en marzo de 2008, Barbara leyó extractos de su séptima novela, entonces inédita.
Barbara Trapido vive con su familia en Oxford y varios de sus libros están relacionados con Oxford.

## Crítica
- Frankie & Stankie, periódico Observer
- Frankie & Stankie, periódico Telegraph
- Sex & Stravinsky, periódico The Independent